# 阿部渡
阿部 渡（あべ わたる、1956年8月4日 - ）は、俳優、声優。東京俳優生活協同組合所属。

## 人物・略歴
最近は主に通販番組（主にダイレクトテレショップ）の商品説明員として出演中。
トヨタ・こども店長CM「13年前のママ編」に出演。

## 出演

### テレビ
- あいうえお（1979年度-1982年度、ETV※小学1年生向け学校放送） - わたるお兄さん
- 半七捕物帳 第25話「十五夜御用心」（1979年、ANB）
- 大江戸捜査網（12ch / 三船プロ）
  - 第318話「少年が明かす炎の殺人集団」（1979年）
  - 第448話「悲恋 女隠密 怒りの叫び」（1980年）
  - 第510話「女飛脚は殺しの標的」（1981年）
  - 第520話「父子に迫る黒い牙」（1981年）
- 土曜ワイド劇場
  - 帝銀事件 大量殺人・獄中32年の死刑囚（1980年）
  - 市毛良枝の美女探偵シリーズ 第2作「カルチャースクール連続殺人事件」（1987年）
  - 車椅子の弁護士・水島威 第5作（1998年）
  - 美人三姉妹の推理旅行 第1作（2004年）
  - 逆転弁護（2006年）
  - 広域警察
    - 第1作（2010年）
    - 第3作（2012年） - 裁判長
- 太陽にほえろ!（NTV）
  - 第414話「島刑事よ、永遠に」（1980年） - マンションの住人
  - 第500話「不屈の男たち」（1982年） - 野次馬
  - 第506話「消えたロッキー」（1982年）
  - 第524話「ラガーのラブレター」（1982年）
  - 第562話「ブルース刑事登場!」（1983年）
  - 第567話「純情よ、どこへゆく」（1983年） - チンピラ
  - 第571話「誘拐」（1983年） - 名古屋港職員※ノンクレジット
  - 第591話「ボギーの妹?」（1984年） - トラックの運転手
  - 第599話「殺人犯ラガー」（1984年） - 軽トラックの所有者※ノンクレジット
  - 第614話「17才」（1984年）
  - 第638話「危険なふたり」（1985年）
  - 第655話「左ききのラガー」（1985年） - ライトバンの所有者
  - 第669話「刑事にだって秘密はある!」（1985年） - 明峰工業社員※ノンクレジット
  - 第691話「さらば! 山村刑事」（1986年） - 引っ越し屋
  - 第717話「女たちは今……」（1986年）
- 花王名人劇場 / さらわれたスーパースター（1980年、KTV）
- 天まであがれ!（NTV）
  - パート1 第3話（1982年） - 学生
  - パート2 第9話（1983年）
- 大河ドラマ（NHK）
  - 徳川家康（1983年） - 侍
  - 武田信玄（1988年） - 近習
- 連続テレビ小説
  - おしん（1983年 - 1984年）
  - 君の名は 第51話（1991年）
  - ひまわり 第94話（1996年）
- 日曜劇場（TBS）
  - したたか夫婦学 第1作（1984年）
  - おんなの家 第14作（1985年）
  - サラダ記念日（1987年）
  - 冠婚葬祭部長（1996年）
- 雨ふりお月さん 私に日本語下さい（1984年10月27日、NHK） - 平川中学教員
- 私鉄沿線97分署 第42話「四の字固めで姉弟ブロック!!」（1985年、ANB）
- 月曜ドラマランド / セーラー服恋愛教室（1986年、CX）
- 特捜最前線 第467話「死体彷徨・水の殺人トリック!」（1986年、ANB）
- 火曜サスペンス劇場（NTV）
  - 名無しの探偵 第3作「愛の復讐」（1987年、スタッフアズバーズ）
  - 緋の川（1992年、東宝）
  - 灰色無罪（1993年）
  - 私書箱25号の女（1996年）
- 銭形平次（1987年、NTV）
  - 第15話「鯉のぼり、舞った」
  - 第29話「遠い祭りばやし」
- '87秋の特別企画ドラマ / 松田聖子のスイートメモリーズ（1987年、TBS）
- 水曜ドラマ / とっておきの青春（1988年、NHK）
- 君の瞳をタイホする! 第8話「俺達美女に変身? 秘密クラブ潜入大作戦」（1988年、CX）
- 銀河テレビ小説 / 独身送別会（1988年、NHK）
- はぐれ刑事純情派 第1シリーズ 第1話「密告者は美人靴みがき」（1988年、ANB）
- テニス少女夢伝説! 愛と響子（1990年、CX）
- 木曜ゴールデンドラマ / 花婿の父（1991年、YTV）
- 代表取締役刑事 第36話「さらば友よ」（1991年、ANB）
- さすらい刑事旅情編IV 第13話「深夜の密会・刑事を愛した悪女」（1992年、ANB）
- 月曜ドラマスペシャル / 松本清張作家活動40周年記念・迷走地図（1992年、TBS）
- 夏の嵐! 第6話「理由なき逮捕」、第7話「美しき別れ」（1992年、TBS）
- 世にも奇妙な物語（CX）
  - 「逆転」（1992年）
  - 「太平洋は燃えているか?」（2001年）
- HOTEL 第4シリーズ 第4話「ミステリーな手紙」（1995年、TBS）
- ロングバケーション 第11話「神様のくれた結末」（1996年、CX）
- サントリーミステリースペシャル / あなたに10億円さしあげます!連続殺人（1996年、ABC）
- 愛の劇場 / あした吹く風（1997年、TBS）
- ぼくらの勇気 未満都市 第9話「解放」、第10話「最後の勇気」（1997年、NTV）
- 天才てれびくん 「魔界同盟」（2001年、ETV）
- 月曜ミステリー劇場 / 名探偵キャサリン 第12作「坂本龍馬殺人事件」（2002年、TBS） - レポーター
- あなたの隣に誰かいる 第10話「大逆転!!」（2003年、CX）
- 救命病棟24時 第3シリーズ 第7話「朝はまた来る!」（2005年、CX）
- 汚れた舌 第3話「嘘のない夫婦」（2005年、TBS）
- 富豪刑事デラックス 第4話「占星術の富豪刑事」（2006年、EX） - CNPニュースのキャスター
- パーフェクト・リポート 第1話「最低女上司と初めてのスクープ」（2010年、CX）
- 医龍-Team Medical Dragon- 第3期 第10話（2010年、CX）
- ドラマ10 / 聖女（2014年）
  - 第1話「運命の再会」
  - 第6話「愛が壊れるとき」
  - 第7話「この愛の果て」
- スケープゴート（2015年、WOWOW）
- ミニ英会話・とっさのひとこと（NHK）
- 夏の嵐（THK）

### 特撮
- スーパー戦隊シリーズ
  - 科学戦隊ダイナマン 第3話「コウモリ地獄飛行」（1983年、ANB） - 弾北斗に詰め寄る男
  - 地球戦隊ファイブマン 第26話「九州だヨン」（1990年、ANB） - バツラー兵の声
  - 鳥人戦隊ジェットマン 第28話「元祖次元獣」（1991年、ANB） - グリナム兵の声
  - 恐竜戦隊ジュウレンジャー 第1話「誕生」、第2話「復活」第35話「忍者戦士ボーイ」（1992年、ANB） - アナウンサー、ドーラニンジャの声
  - 五星戦隊ダイレンジャー（1993年、ANB） - 白虎真剣の声[1][2][3]
  - 忍者戦隊カクレンジャー 第5話「凸凹珍ゲーマー」、第6話「目玉の王子様!」（1994年、ANB） - スタジャン男、ヌリカベの声
  - 超力戦隊オーレンジャー 第14話「大好きピノキオ」（1995年、ANB） - 家庭教師ピノキオの声、スポーツマンピノキオの声、お助けピノキオの声
  - 激走戦隊カーレンジャー 第11話「怒りの重量オーバー」（1996年、ANB） - 服飾評論家
  - 非公認戦隊アキバレンジャー シーズン痛 第2話「妄想中華」、第3話「妄想拳劇」（2013年） - キバレンジャーの声
- 東映不思議コメディーシリーズ（CX）
  - どきんちょ!ネムリン 第24話「燃えろ! タコ焼きの青春」（1985年） - タコの声
  - 勝手に!カミタマン 第25話「扇風機はひとりぼっち」（1985年） - 扇風機の声
  - 有言実行三姉妹シュシュトリアン 第15話「普通戦隊サラリーマン」（1993年） - 広田先生
- メタルヒーローシリーズ（ANB）
  - ブルースワット（1994年） 
    - 第28話「あぁ無情母の命」 - ゴアの声
    - 第32話「無残ショウ爆死」 - モーグの声

  - ビーファイターカブト 第45話「BF!! 歴史に挑戦」（1996年） - 美術館職員
- ウルトラシリーズ
  - ウルトラマンダイナ 第9話「二千匹の襲撃」（1997年、MBS） - 発電基地職員
  - ウルトラマンネオス 第4話「赤い巨人! セブン21」（2000年、VAP） - オオタ
  - ウルトラQ dark fantasy 第10話「送り火」（2004年、TX） - 医者
- 仮面ライダー響鬼 第31話「超える父」（2005年、ANB）

### 映画
- コミック雑誌なんかいらない!（1986年）
- さよならの日々

### ゲーム
- スーパー戦隊バトル ダイスオーDX（白虎真剣）

### 舞台
- 夢一夜

### CM
- エイブル（イエイブル編、中居正広と共演、エイブルの客 役）
- ほけんの窓口（ゲスト薬丸裕英・薬丸秀美夫婦篇、司会者 役）
- バンダイ 白虎真剣
- ダイレクトテレショップ（ディーニーズ）- ドリスブラザーネックレス

### 玩具
- 五星戦隊ダイレンジャー オーラチェンジャー&キバチェンジャー 戦隊職人 ～SUPER SENTAI ARTISAN～（2017年3月）

### その他
- 高校生面接力向上シリーズDVD 〜就職試験編〜(日本経済新聞出版社)